# Richard Taaffe
Edward Charles Richard Taaffe (* 20. März 1898 auf Schloss Ellischau in Böhmen, Österreich-Ungarn als Eduard Karl Richard Graf von Taaffe; † 1967 in Dublin, Irland) war ein österreichisch-irischer Edelsteinkundler und -sammler.

## Leben
Richard Taaffe entstammte der ursprünglich irischen, aber seit Jahrhunderten in Österreich lebenden Adelsfamilie Taaffe. Seine Eltern waren Heinrich Graf Taaffe und Maria Magda Fuchs, sein Großvater der Ministerpräsident Eduard Graf Taaffe. Richard wuchs auf dem böhmischen Landgut Ellischau, dem Sitz der Familie, auf. Kurzzeitig war der spätere Komponist Ralph Benatzky sein Erzieher.

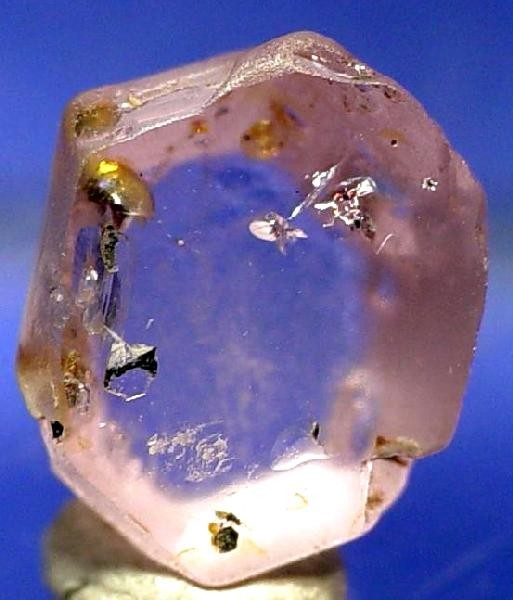
Taaffeit

Im Ersten Weltkrieg kämpfte sein Vater für Österreich und verlor daher durch den Titles Deprivation Act 1917 seinen britisch-irischen Adelstitel Viscount Taaffe. Zwei Jahre später verlor er durch die vollständige Aufhebung des Adels in Österreich auch den seiner Familie einst von Maria Theresia verliehenen Grafentitel. Von der theoretisch gegebenen Möglichkeit, die britische Krone um Wiederherstellung des irischen Titels zu bitten, machten weder Heinrich Taaffe noch sein Sohn je Gebrauch. Unter Bezugnahme auf den österreichischen Grafentitel wurde Richard später im englischsprachigen Raum dennoch nahezu immer als Count tituliert.
In der Folgezeit wanderte Richard Taaffe ins unabhängig gewordene Irland aus und wurde dort als Gemmologe tätig. Im Oktober 1945 wurde er eher zufällig zum Entdecker des später nach ihm benannten, sehr seltenen Minerals Taaffeit (Mg3Al8BeO16, auch als Magnesiotaaffeit-2N'2S bezeichnet): Taaffe hatte dem Dubliner Juwelier Robert Dobbie eine größere Menge alter geschliffener Edelsteine, die aus Schmuck herausgebrochen worden waren, abgekauft. Bei der genaueren Untersuchung stellte Taaffe fest, dass ein als Spinell angesehener, aus Ceylon stammender violetter Stein eine bei einem Spinell nicht vorkommende Doppelbrechung aufwies. Da er sich dieses Phänomen nicht erklären konnte, sandte er den Stein zu B. W. Anderson im Labor der Londoner Handelskammer. Nach ausführlicher Analyse wurde schließlich erkannt, dass es sich bei dem Stein um ein neues Mineral handelte, was 1949 durch den Fund eines zweiten Exemplars bestätigt werden konnte.
Richard Taaffe starb 1967 kinderlos in Dublin, mit seinem Tod erlosch die österreichische Familie Taaffe in männlicher Linie.